# Alones
Az Alones az Aqua Timez japán pop-rock együttes ötödik kislemeze, amely 2007. augusztus 1-jén jelent meg az Epic Records Japan kiadó gondozásában. A címadó dalát, az Alonest a Bleach anime-sorozat hatodik főcím-dalaként is lehetett hallani.
A kislemez a harmadik helyezést érte el az Oricon heti kislemezlistáján, végül aranylemez lett mivel több, mint 100 000 példány kelt el belőle.
A Scandal 2012. február 22-én megjelenő Harukaze című kislemezén dolgozza fel az Alonest.

## Számlista
1. Alones
2. Akacuki (暁; Hepburn: Akatsuki?)
3. Mr. Roadrunner (DJ Mass' Skate Sonic* Remix) (勇敢なファニーフレンズ?)
4. Alones (Isntrumental)